# Барнс, Пэдди
Патрик «Пэдди» Барнс (ирл. Patrick Paddy Barnes; род. 9 апреля 1987, Белфаст) — ирландский боксёр первой наилегчайшей весовой категории, выступает за сборную Ирландии с 2006 года. Бронзовый призёр летних Олимпийских игр в Пекине и Лондоне, чемпион Европы, чемпион Игр Содружества, победитель многих международных турниров и национальных первенств.

## Биография
Пэдди Барнс родился 9 апреля 1987 года в городе Белфаст, Северная Ирландия. В детстве мечтал стать футболистом, но в какой-то момент понял, что не очень хорошо подходит для этого вида спорта. Активно заниматься боксом начал в возрасте одиннадцати лет, записался в местный боксёрский клуб «Кроунк», где уже через неделю провёл свой первый бой, проиграл решением судей. В начале его карьера складывалась не очень удачно, первые пятнадцать поединков завершились поражением, тем не менее, юноша продолжал ходить в зал, поскольку любил тренироваться и имел в боксе множество друзей. В шестнадцать лет присоединился к белфастскому клубу любительского бокса имени Святого семейства. Начиная с 2005 года участвовала в юниорских первенствах провинции Ольстер, хотя выиграть титул ему ни разу не удалось.
В 2006 году Барнс сумел дойти до финала на чемпионате Ирландии и съездил на Игры Содружества в Мельбурн, дошёл там до стадии четвертьфиналов. Год спустя стал чемпионом национального первенства, побывал на чемпионате Европейского Содружества, где из-за повреждения глаза не смог преодолеть четвертьфинальную стадию, и принял участие в состязаниях чемпионата мира в Чикаго — в четвертьфинале со счётом 8:22 проиграл китайцу Цзоу Шимину. Несмотря на поражение, этого ему хватило для квалификации на летние Олимпийские игры 2008 года в Пекине, где он в полуфинале уступил тому же Шимину, получив бронзовую медаль.
На чемпионате Европы 2010 года в Москве Пэдди Барнс завоевал золотую медаль, победив в финале азербайджанца Эльвина Мамишзаде, кроме того, привёз золото с Игр Содружества в Дели. В следующем сезоне на мировом первенстве в Баку неожиданно проиграл уже в первом же матче на турнире филиппинцу Марку Энтони Барриге. Позже благодаря череде удачных выступлений удостоился права защищать честь страны на Олимпийских играх в Лондоне, вновь дошёл до полуфинала и вновь не смог пройти китайца  Шимина, который в итоге и стал олимпийским чемпионом. В настоящее время Барнс остаётся одним из лидеров сборной Ирландии, в 2013 году на чемпионате Европы в Минске выиграл в первом наилегчайшем весе серебряную медаль, уступив лишь россиянину Давиду Айрапетяну.